# Olympische Sommerspiele 1900/Teilnehmer (Gemischte Mannschaft)
| Goldmedaillen | Silbermedaillen | 3. |
| ------------- | --------------- | -- |
| 6             | 3               | 3  |

Bei den Olympischen Spielen von Paris 1900 spielte das Konzept von nationalen Mannschaften noch keine bestimmende Rolle, und so haben mehrere gemischte Teams 12 Medaillen in folgenden Wettbewerben gewonnen.

## Medaillengewinner

### Olympiasieger
| Name | Sportart       | Wettkampf                    |
| --- | -------------- | ---------------------------- |
| Charles Bennett (GBR) John Rimmer (GBR) Sidney Robinson (GBR) Stan Rowley (AUS) Alfred Tysoe (GBR)                                | Leichtathletik | 5000 m Mannschaft            |
| John Beresford (GBR) Denis Daly (GBR) Foxhall Keene (USA) Frank Mackey (USA) Alfred Rawlinson (GBR)                               | Polo           | Männer                       |
| François Brandt (NED) Hermanus Brockmann (NED) Roelof Klein (NED) unbekannter Steuermann (FRA)                                    | Rudern         | Zweier mit Steuermann        |
| Frédéric Blanchy (FRA) William Exshaw (GBR) Jacques Le Lavasseur (FRA)                                                            | Segeln         | 2 bis 3 Tonnen, 1. Wettfahrt |
| Frédéric Blanchy (FRA) William Exshaw (GBR) Jacques Le Lavasseur (FRA)                                                            | Segeln         | 2 bis 3 Tonnen, 2. Wettfahrt |
| Edgar Aabye (DEN) August Nilsson (SWE) Eugen Schmidt (DEN) Gustaf Söderström (SWE) Karl Gustaf Staaf (SWE) Charles Winckler (DEN) | Tauziehen      | Männer                       |

### Bronze
| Name                                                                                     | Sportart | Wettkampf |
| ---------------------------------------------------------------------------------------- | -------- | --------- |
| Walter McCreery (USA) Frederick Freake (GBR) Walter Buckmaster (GBR) Jean de Madre (GBR) | Polo     | Männer    |
| Max Décugis (FRA) Basil Spalding de Garmendia (USA)                                      | Tennis   | Doppel    |
| Yvonne Prévost (FRA) Harold Mahony (GBR)                                                 | Tennis   | Mixed     |

### Dritter
| Name | Sportart | Wettkampf |
| --- | -------- | --------- |
| Frederick Agnew Gill (GBR) Robert Fournier-Sarlovèze (FRA) Édouard Alphonse James de Rothschild (FRA) Maurice Raoul-Duval (FRA) | Polo     | Männer    |
| Marion Jones (USA) Laurence Doherty (GBR)                                                                                       | Tennis   | Mixed     |
| Hedwig Rosenbaum (BOH) Archibald Warden (GBR)                                                                                   | Tennis   | Mixed     |

## Teilnehmer nach Sportarten

### Leichtathletik
- Charles Bennett (GBR)
5000 m Mannschaft: Olympiasieger
- John Rimmer (GBR)
5000 m Mannschaft: Olympiasieger
- Sidney Robinson (GBR)
5000 m Mannschaft: Olympiasieger
- Stan Rowley (AUS)
5000 m Mannschaft: Olympiasieger
- Alfred Tysoe (GBR)
5000 m Mannschaft: Olympiasieger

### Polo
- John Beresford (GBR)
Männer: Olympiasieger
- Walter Buckmaster (GBR)
Männer: Zweiter
- Denis Daly (GBR)
Männer: Olympiasieger
- Robert Fournier-Sarlovèze (FRA)
Männer: Dritter
- Frederick Freake (GBR)
Männer: Zweiter
- Frederick Agnew Gill (GBR)
Männer: Dritter
- Foxhall Keene (USA)
Männer: Olympiasieger
- Frank Mackey (USA)
Männer: Olympiasieger
- Jean de Madre (FRA)
Männer: Zweiter
- Walter McCreery (USA)
Männer: Zweiter
- Maurice Raoul-Duval (FRA)
Männer: Dritter
- Alfred Rawlinson (GBR)
Männer: Olympiasieger
- Édouard Alphonse James de Rothschild (FRA)
Männer: Dritter

### Rudern
- François Brandt (NED)
Zweier mit Steuermann: Olympiasieger
- Hermanus Brockmann (NED)
Zweier mit Steuermann: Olympiasieger
- Roelof Klein (NED)
Zweier mit Steuermann: Olympiasieger
- unbekannter Steuermann (FRA)
Zweier mit Steuermann: Olympiasieger

### Segeln
- Frédéric Blanchy (FRA)
2 bis 3 Tonnen, 1. Wettfahrt: Olympiasieger 
2 bis 3 Tonnen, 2. Wettfahrt: Olympiasieger
- William Exshaw (GBR)
2 bis 3 Tonnen, 1. Wettfahrt: Olympiasieger 
2 bis 3 Tonnen, 2. Wettfahrt: Olympiasieger
- Jacques Le Lavasseur (FRA)
2 bis 3 Tonnen, 1. Wettfahrt: Olympiasieger 
2 bis 3 Tonnen, 2. Wettfahrt: Olympiasieger

### Tauziehen
- Edgar Aabye (DEN)
Männer: Olympiasieger
- August Nilsson (SWE)
Männer: Olympiasieger
- Eugen Schmidt (DEN)
Männer: Olympiasieger
- Gustaf Söderström (SWE)
Männer: Olympiasieger
- Karl Gustaf Staaf (SWE)
Männer: Olympiasieger
- Charles Winckler (DEN)
Männer: Olympiasieger

### Tennis
- Max Décugis (FRA)
Doppel (Männer): Zweiter
- Laurence Doherty (GBR)
Mixed: Dritter
- Basil Spalding de Garmendia (USA)
Doppel (Männer): Zweiter
- Marion Jones (USA)
Mixed: Dritter
- Harold Mahony (GBR)
Mixed: Zweiter
- Yvonne Prévost (FRA)
Mixed: Zweiter
- Hedwig Rosenbaum (BOH)
Mixed: Dritter
- Archibald Warden (GBR)
Mixed: Dritter